# Lago di Vagli
Il lago di Vagli è un lago delle Alpi Apuane.

## Descrizione
Lo specchio d'acqua si trova nel comune di Vagli Sotto in provincia di Lucca e si è formato artificialmente con lo sbarramento del Torrente Edron nel 1947 da parte della SELT Valdarno (oggi Enel s.p.a.) e la costruzione di una diga idroelettrica sul disegno del Conte Ing. Ignazio Prinetti Castelletti come ricordato da un'iscrizione fissata alla parete tra le scalinate sulla sponda ovest.

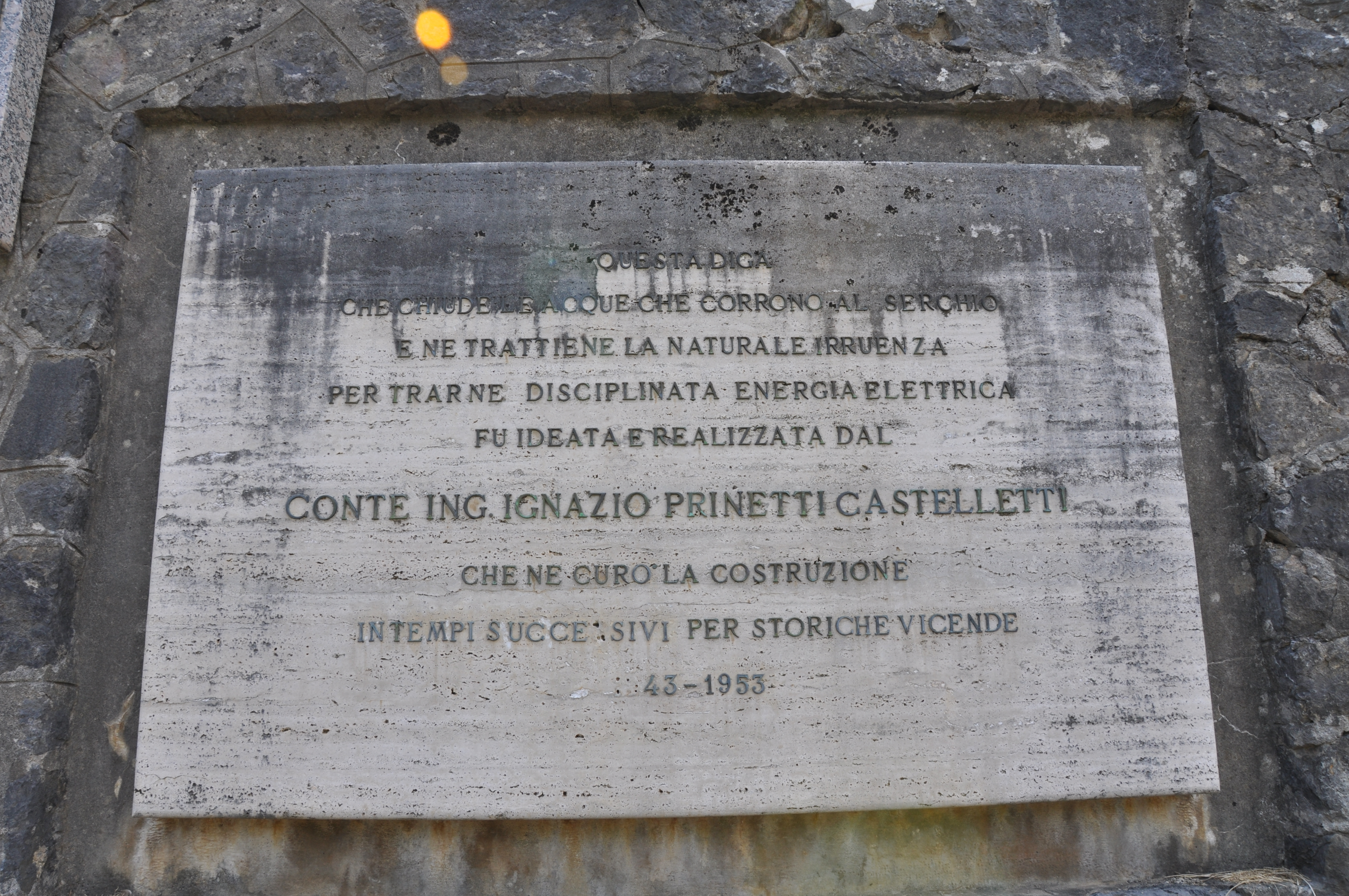
Diga idroelettrica del Lago di Vagli (Italia, prov. di Lucca). Lapide commemorativa della costruzione fissata alla parete tra le scalinate sulla sponda ovest.

Nel 1948 sono stati portati a termine i lavori della diga con il susseguente innalzamento a 92 metri.
Le acque del lago salendo hanno sommerso alcuni borghi tra i quali il principale era Fabbriche di Careggine, piccolo borgo di fabbri ferrai bresciani, fondato nel XIII secolo, che riemerge a ogni svuotamento del lago.
Il lago contiene circa 35 milioni di metri cubi d'acqua e viene svuotato eccezionalmente nel caso sia necessario un intervento di manutenzione. È avvenuto quattro volte: nel 1958, nel 1974, nel 1983 e nel 1994.

## Altre immagini

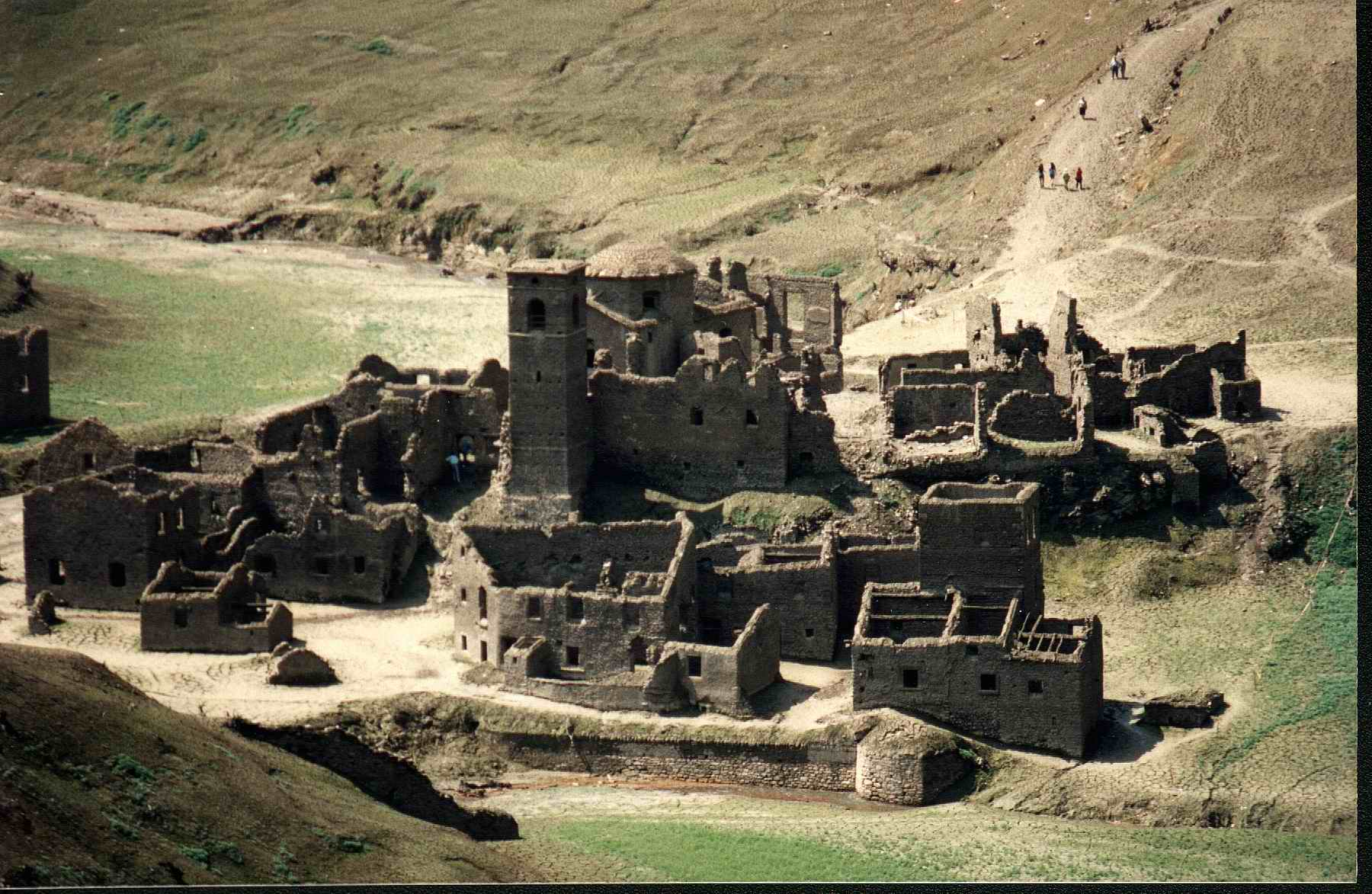
Il paese di Fabbriche di Careggine, sommerso dal lago (1994)
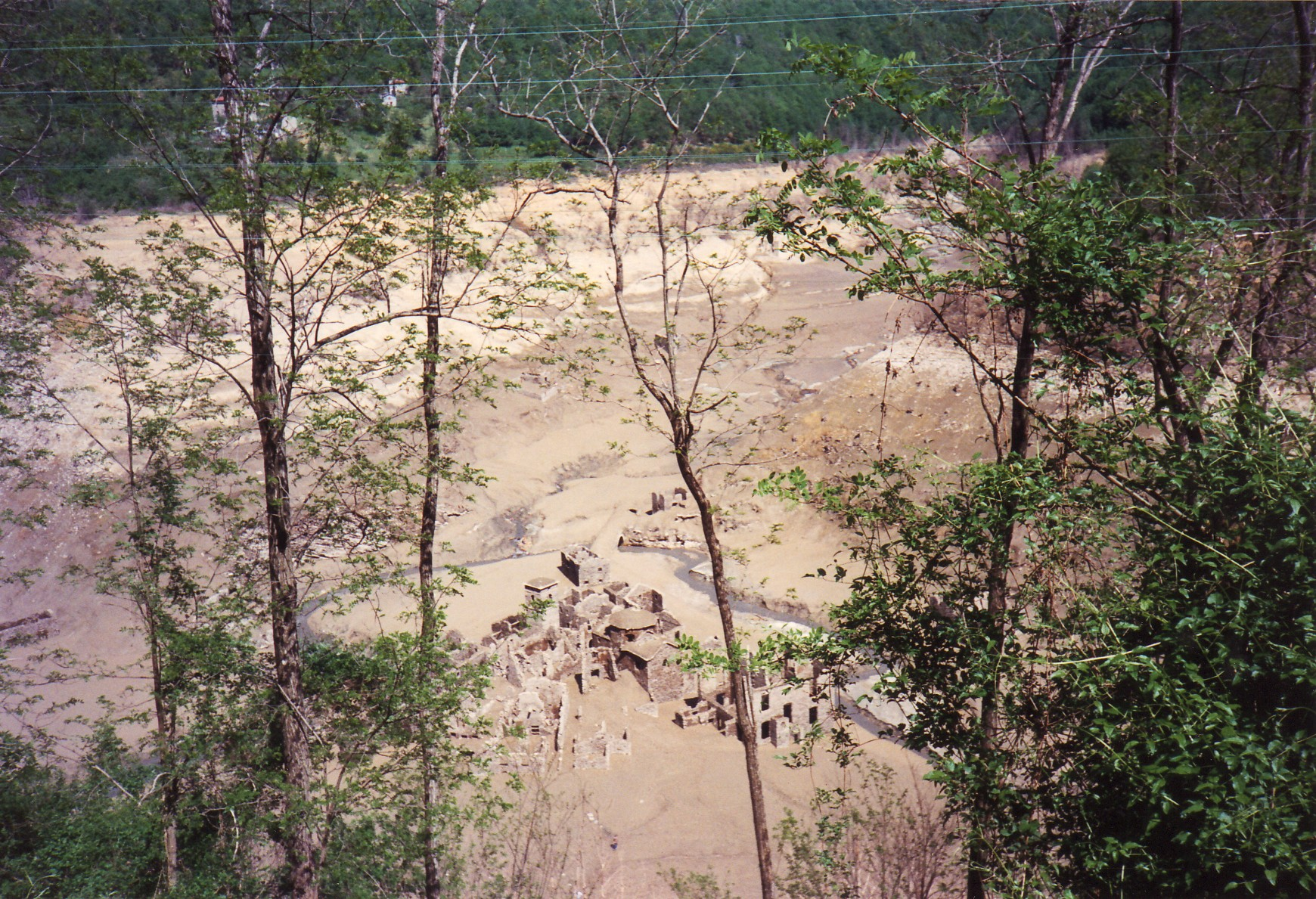
Ancora Fabbriche di Careggine (15/05/1994)